# Реклама юридических услуг в США
Реклама юридических услуг в США регламентирована и ограничена по содержанию как законодательно, так отраслевыми документами. Вне зависимости от носителя рекламы (пресса, телевидение, радио, телефонные справочники, бигборды, онлайн-реклама), допустимым содержанием рекламы являлась публикация контактной информации: имя или название компании, адрес, телефон. Допускается использование визиток и фирменных бланков. Но классическая реклама (имидж, подтекст, юмор, лозунг) считается недопустимой.

## История
Одни из первых правил профессиональной этики опубликовала в 1908 году Американская ассоциация юристов (англ. American Bar Association, ABA). До этого реклама юридических услуг была обычным явлением. С одной стороны, ассоциация считала, что непрофессиональная реклама лишь вредит репутации профессии юриста, с другой стороны — суд является местом, где стороны могут нанести тяжелые потери друг для друга. Согласно правилам ABA, юристы могли включать в профессиональные каталоги и своды законов объявления с указанием имени и контактной информации. Им разрешалось напечатать визитные карточки и профессиональные бланки. Другая реклама запрещалась. Ассоциация юристов Чикаго считала, что «самой достойной и эффективной рекламой … является создание заслуженной профессиональной репутации и завоевание доверия.»
Реклама юридических услуг стала активно развиваться в США лишь в 1977 году — после вынесения решения Верховным судом США по делу Bates v. State Bar of Arizona, согласно которому публикация в прессе контактной информации, перечня услуг и расценок была признана допустимой.
В Великобритании в 1986 году Юридическое общество Англии и Уэльса разрешило адвокатам рекламировать свои услуги.

## Сообщества
Крупнейшим профессиональным сообществом в сфере рекламы юридических услуг является «Ассоциация юридического маркетинга», которая насчитывает более 3000 участников.